# The New School Teacher
The New School Teacher er en amerikansk stumfilm fra 1924 instrueret af Gregory La Cava.

## Medvirkende
- Charles 'Chic' Sale som Timmons
- Doris Kenyon som Diana Pope
- Mickey Bennett som Philander Pope
- Russell Griffin som Waldo Pope
- Robert Bentley
- Harlan Knight